# Chaloupkaea
A Chaloupkaea a kőtörőfű-virágúak (Saxifragales) rendjébe, ezen belül a varjúhájfélék (Crassulaceae) családjába és a fáskövirózsa-formák (Sempervivoideae) alcsaládjába tartozó nemzetség.

## Előfordulásuk
A Chaloupkaea-fajok előfordulási területe Anatólia, a Kaukázus régió déli része és Irak.

## Rendszerezés
A nemzetségbe az alábbi 8 faj tartozik:
- Chaloupkaea aizoon (Fenzl) Niederle
- Chaloupkaea bonorum-hominum (Niederle) Niederle
- Chaloupkaea chrysantha (Boiss. & Heldr.) Niederle
- Chaloupkaea gigantea (Eggli) Niederle
- Chaloupkaea muratdaghensis (Kit Tan) Niederle
- Chaloupkaea pisidica (Niederle) Niederle
- Chaloupkaea rechingeri (C.-A.Jansson) Niederle
- Chaloupkaea serpentinica (Werderm.) Niederle